# Кубок Ліхтенштейну з футболу 1971—1972
Кубок Ліхтенштейну з футболу 1971—1972 — 27-й розіграш кубкового футбольного турніру в Ліхтенштейні. Титул здобув Трізен.

## Перший раунд
| Команда 1 | Рахунок | Команда 2   |
| --------- | ------- | ----------- |
| Шан       | 4–2     | Руггелль    |
| Бальцерс  | 9–2     | Ешен-Маурен |

Вільні від першого раунду Вадуц та Трізен.

## 1/2 фіналу
| Команда 1 | Рахунок         | Команда 2 |
| --------- | --------------- | --------- |
| Вадуц     | 7–3             | Бальцерс  |
| Шан       | 1–1 дч пен. 3–4 | Трізен    |

## Фінал
| 11 червня 1972 |

| Трізен | 2–1 | Вадуц |
| ------ | --- | ----- |
|        |     |       |

| Вадуц |